# Les Trois-Pierres
Les Trois-Pierres é uma comuna francesa na região administrativa da Normandia, no departamento de Sena Marítimo. Estende-se por uma área de 7,46 km². Em 2010 a comuna tinha 779 habitantes (densidade: 104,4 hab./km²).